# Canal d'Aire

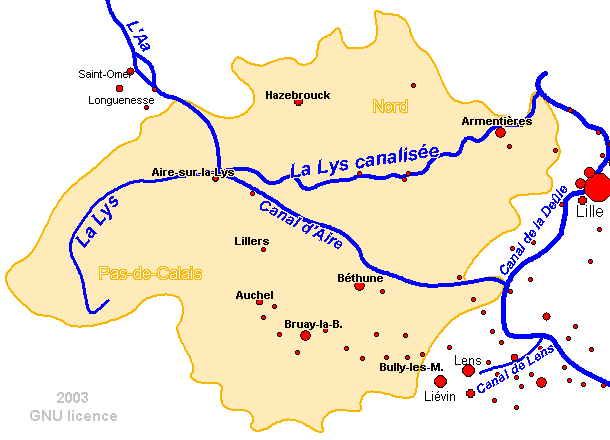
Ligging van het Canal d'Aire op de kaart)

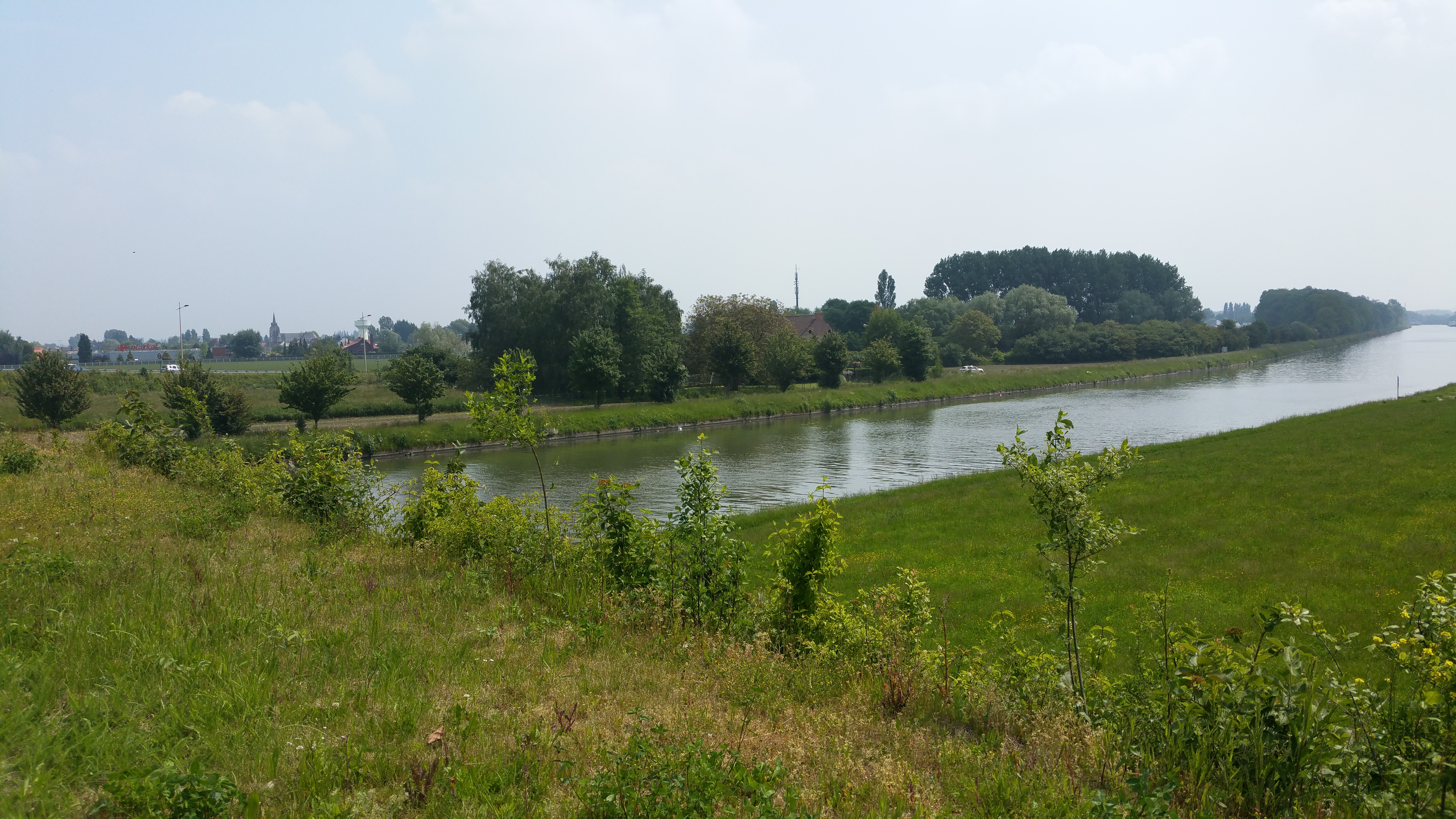
Het kanaal bij de plaats Essars

Het Canal d'Aire (ook Canal d'Aire à La Bassée) is een kanaal in Frankrijk in het departement Pas-de-Calais en het Noorderdepartement. Het kanaal is 39 kilometer lang en maakt de verbinding tussen twee rivieren: de Leie bij Aire-sur-la-Lys en de gekanaliseerde Deule bij Billy-Berclau en Bauvin, niet ver van La Bassée. Ook de stad Béthune ligt aan het Canal d'Aire.
Bij Aire-sur-la-Lys loopt het kanaal ook deels over in de Nieuwegracht en zo kun je verder naar het noorden varen richting de rivier de Aa en zo vervolgens naar de kust. Het Canal d'Aire maakt sinds het midden van de 20e eeuw deel uit van het Kanaal Duinkerke-Schelde; de grotere verbinding tussen Duinkerke en de Schelde.
Het hoogteverschil op het Canal d'Aire is vrij laag en bedraagt maar twee meter. Daarom is er ook maar één sluis, ter hoogte van de plaats Cuinchy.

## Geschiedenis
De eerste plannen voor het kanaal gaan terug tot het jaar 1271. In 1660 begonnen de graafwerkzaamheden maar door verschillende oorlogen en binnenlandse conflicten was het pas gereed in 1825. Tijdens de Eerste Wereldoorlog was het Canal d'Aire voor de oprukkende Duitsers een serieuze hindernis. In de jaren 1970 en 1980 werd het kanaal verbreed en verdiept teneinde grotere schepen te kunnen doorlaten. Hier en daar zijn er zelfs nieuwe stukken gegraven. Stukken van het oorspronkelijke smallere kanaal die nu niet meer door de commerciële scheepvaart worden gebruikt zijn nog zichtbaar ter hoogte van de plaatsen La Bassée, Bethune en Aire-sur-la-Lys.